# Il re dell'aria
Il re dell'aria è un romanzo di avventura fantascientifico di Emilio Salgari, scritto nel 1907 e originariamente pubblicato da Bemporad di Firenze. Questo libro è il seguito del precedente romanzo I figli dell'aria, di cui riprende alcuni personaggi.

## Trama

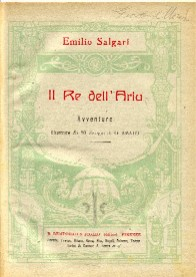
Edizione del 1921 del romanzo. Illustrazione di Alberto della Valle

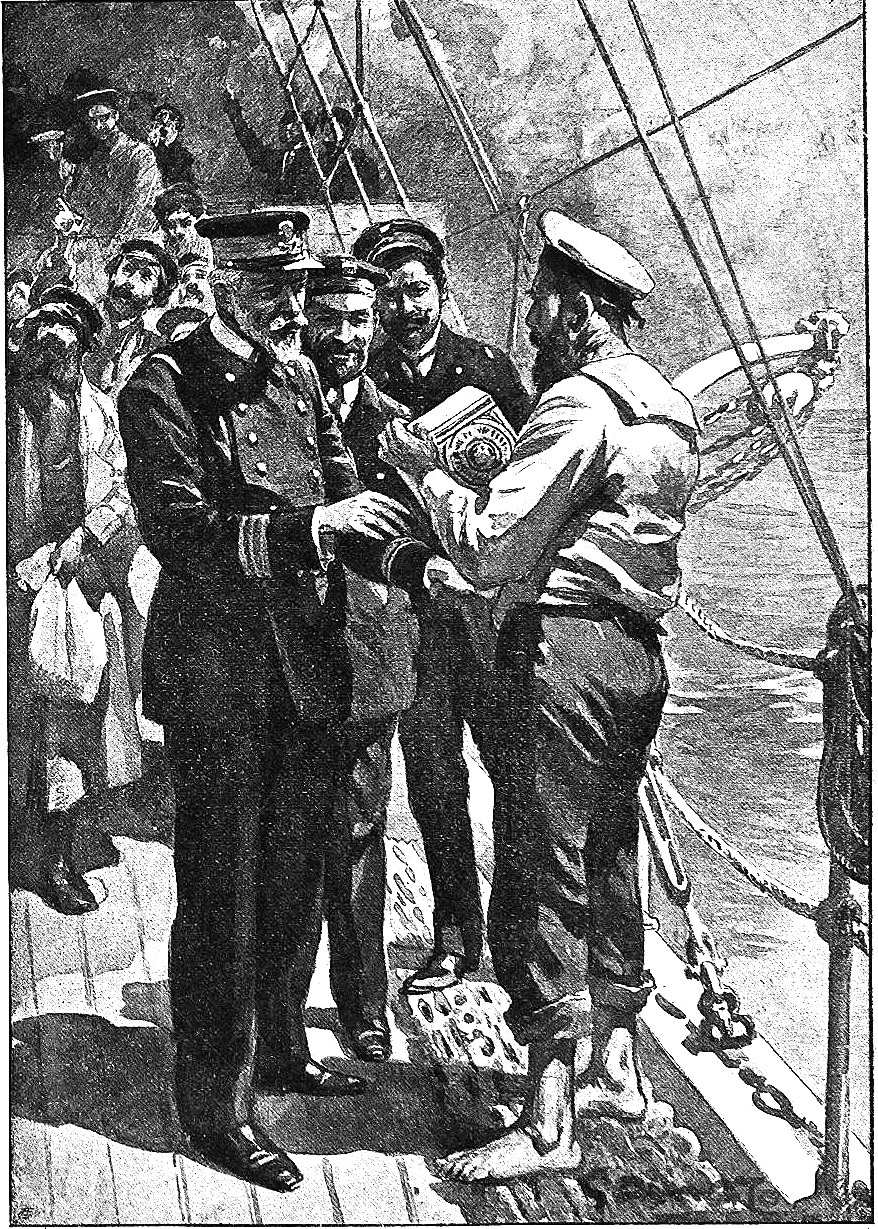
illustrazione di Gennaro D'Amato

Nello stretto di Tartaria un piccolo gruppo di coraggiosi sbarca sull'isola di Sakalin, nei pressi delle coste della Siberia Meridionale. In quel luogo sperduto sono incarcerati numerosi detenuti politici, tra cui Boris, un ex-comandante della corazzata militare russa "Pobieda", un tempo da tutti descritto come un coraggioso e valido ufficiale, e fratello di Wassili Starinsky, il capo del gruppo che si impadronisce della prigione e libera i detenuti. Al suo fianco si schierano Rokoff e Fedoro, i due amici già incontrati ne I figli dell'aria, e il polacco Ranzoff, il "Re dell'aria", comandante dello Sparviero, una meravigliosa macchina volante.
La macchina, con a bordo i fuggitivi, percorre la Wladimirka, la via battuta dai forzati in Siberia, e in pochi giorni raggiunge le regioni tropicali. L'aeromobile, partito da Pietroburgo, sorvola quindi il Baltico, la Danimarca meridionale, sfiora le coste della Germania e dell'Olanda, attraversa la Manica, tocca il golfo di Guascogna, giunge a capo di Finisterre; sorvola l'Oceano Atlantico verso le Canarie lasciandosi alle spalle le coste africane, sorvola le isole di Capo Verde fino al prato dell'Atlantide, quel continente scomparso che secondo Salgari si estende tra l'Africa e l'Europa. Fa rotta poi verso le isole di Tristan da Cunha, costeggia le Piccole Antille, i banchi di Bahama, le coste della Florida, la nuova Scozia, Terranova e atterra nei pressi di Boston. Riprenderà infine il viaggio verso lo scoglio dell'Ascensione, sulla dorsale del medio Atlantico, sempre esposta alle furie del mare.